# Кирхманн, Леа
Леа Кирхманн (англ. Leah Kirchmann, род. 30 июня 1990, Виннипег) — канадская велогонщица, выступающая за команду категории UCI Women's WorldTeam Team DSM. Она участвовала в групповой гонке во Флоренции. На чемпионате Канады по шоссейным велогонкам Global Relay 2014 года, проходившем в Лак-Мегантике (Квебек), она выиграла групповую гонку, индивидуальную гонку и критериум, став первой женщиной, выигравшей все три титула в один год.

## Спортивная карьера
Первым видом спорта Кирхманн были лыжные гонки. Она продолжала участвовать в соревнованиях как лыжница примерно до 18 лет. Кирхманн начала заниматься маунтинбайком в качестве летней тренировки для лыжных гонок. В 2011 году она присоединилась к профессиональной команде Colavita-Forno d'Asolo. Когда команда распалась в конце 2011 года, Кирхманн последовала за директором, Рейчел Хил, в новую команду, Optum Pro Cycling. 8 октября 2015 года Кирхманн подписала контракт с командой Team Liv-Plantur на сезон 2016 года.
В июне 2016 года она была официально включена в олимпийскую сборную Канады 2016 года. Она также получила право представлять Канаду на летних Олимпийских играх 2020 года.
В августе 2022 года Кирхманн объявила, что уйдет из профессионального велоспорта в конце сезона 2022 года.

## Достижения
2006
1-е место в  Кросс-кантри, Чемпионат Канады по маунтинбайку среди юниоров
2009
 1-е место в критериуме, Летние игры Канады
2010
Чемпионат Канады по шоссейному велоспорту
1-е место в  критериуме
1-е место в  групповой гонке U23
6-е место в Гран-при Гатино
2011
1-е место в  критериуме, Чемпионат Канады по шоссейному велоспорту
1-е место в  общем зачёте Тура Элк-Грова
Nature Valley Grand Prix
1-е место в горной классификации
1-е место в спринтерской классификации
1-е место в этапе 5
4-е место в Гран-при Гатино
10-е место в групповой гонке, Панамериканский чемпионат по велоспорту
2012
1-е место в  спринтерской классификации Energiewacht Tour
 2-е место в групповой гонке, Панамериканский чемпионат по велоспорту
4-е место в Либерти Классик
9-е место в общем зачёте Тур Ардеш (женский)
1-е место в  молодёжная классификация
2013
Чемпионат Канады по шоссейному велоспорту
1-е место в  критериуме
2-е место в групповой гонке
1-е место в White Spot / Delta Road Race
1-е место в Гран-при Гастауна
2014
Чемпионат Канады по шоссейному велоспорту
1-е место в  индивидуальной гонке
1-е место в  групповой гонке
1-е место в  критериуме
1-е место в Гран-при Гастауна
1-е место в White Spot / Delta Road Race
San Dimas Stage Race
1-е место в спринтерской классификации
1-е место в молодёжная классификация
1-е место в этапе 3
2-е место в Chrono Gatineau
3-е место в общем зачёте Редлендс Классик
1-е место в  очковая классификация
1-е место в этапах 3 и 4
3-е место в La Course by Le Tour de France
4-е место в EPZ Omloop van Borsele
6-е место в общем зачёте BeNe Ladies Tour
7-е место в Grand Prix cycliste de Gatineau
8-е место в групповой гонке, Игры Содружества
2015
Чемпионат Канады по шоссейному велоспорту
2-е место в групповой гонке
3-е место в индивидуальной гонке
2-е место в общем зачёте Туре Калифорнии
1-е место в  очковая классификация
1-е место в этапах 2 и 3
2-е место в White Spot / Delta Road Race
4-е место в общем зачёте Многодневная гонка Джо Мартина
1-е место в этапе 2
6-е место в Grand Prix cycliste de Gatineau
7-е место в общем зачёте San Dimas Stage Race
7-е место в общем зачёте The Women's Tour
7-е место в Philadelphia Cycling Classic
8-е место в общем зачёте Tour of the Gila
0
0
2016
1-е место в Drentse Acht van Westerveld
2-е место в Omloop van het Hageland
3-е место в групповой гонке, Чемпионат Канады по шоссейному велоспорту
3-е место в общем зачёте Туре острова Чунмин
3-е место в Гран-при Гатино
3-е место в RideLondon Grand Prix
4-е место в Омлоп Хет Ниувсблад
6-е место в общем зачёте The Women's Tour
6-е место в Тур Ардеш (женский)
6-е место в Гран-при Плуэ — Бретань
7-е место в Гент — Вевельгем
8-е место в общем зачёте Джиро Роза
1-е место в Прологе
10-е место в общем зачёте Holland Ladies Tour
10-е место в Страде Бьянке
10-е место в Тур Дренте
2017
 1-е место в командной гонке, Чемпионат мира по шоссейным велогонкам
1-е место в Гран-при Гатино
2-е место в индивидуальной гонке, Чемпионат Канады по шоссейному велоспорту
3-е место в Опен Воргорда
4-е место в общем зачёте The Women's Tour
4-е место в White Spot / Delta Road Race
9-е место в Тур Ардеш (женский)
9-е место в Madrid Challenge by La Vuelta
2018
Чемпионат Канады по шоссейному велоспорту
1-е место в  индивидуальной гонке
5-е место в групповой гонке
1-е место в командной гонке, Женский Тур Норвегии
1-е место в этапе 1 (TTT) Джиро Роза
2-е место в Брабантсе Пейл
2-е место в Опен Воргорда TTT
Чемпионат мира по шоссейным велогонкам
 3-е место в командной гонке
4-е место в индивидуальной гонке
4-е место в общем зачёте Madrid Challenge by La Vuelta
1-е место в этапе 1 (TTT)
5-е место в общем зачёте Holland Ladies Tour
2019
Чемпионат Канады по шоссейному велоспорту
1-е место в  индивидуальной гонке
2-е место в групповой гонке
1-е место в Гран-при Гатино
2-е место в Тур Ардеш (женский)
2-е место в La Course by Le Tour de France
3-е место в общем зачёте Ladies Tour of Norway
3-е место в Омлоп ван хет Хегеланд
3-е место в Postnord UCI WWT Vårgårda West Sweden TTT
6-е место в общем зачёте The Women's Tour
8-е место в Брабантсе Пейл
10-е место в Postnord UCI WWT Vårgårda West Sweden
2020
5-е место в общем зачёте Madrid Challenge by La Vuelta
5-е место в Кэдел Эванс Грейт Оушен Роуд
6-е место в общем зачёте Тур Даун Андер
1-е место в  спринтерской классификации
9-е место в Race Torquay
2021
2-е место в общем зачёте Гран-при Эльзи Якобс
6-е место в общем зачёте The Women's Tour
2022
3-е место в индивидуальной гонке, Чемпионат Канады по шоссейному велоспорту